# Arvillard
Arvillard ist eine französische Gemeinde mit 849 Einwohnern (Stand: 1. Januar 2022) im Département Savoie in der Region Auvergne-Rhône-Alpes (vor 2016 Rhône-Alpes). Sie liegt im Arrondissement Chambéry und dem Kanton Montmélian (bis 2015 La Rochette).

## Lage
Arvillard liegt etwa 26 Kilometer südöstlich von Chambéry. Umgeben wird Arvillard von den Nachbargemeinden Valgelon-La Rochette und Presle im Norden, Saint-Rémy-de-Maurienne im Osten, La Chapelle-du-Bard im Süden sowie Détrier im Westen.

## Bevölkerungsentwicklung
| Jahr                       | 1962 | 1968 | 1975 | 1982 | 1990 | 1999 | 2006 | 2013 |
| -------------------------- | ---- | ---- | ---- | ---- | ---- | ---- | ---- | ---- |
| Einwohner                  | 679  | 617  | 615  | 603  | 654  | 704  | 807  | 840  |
| Quellen: Cassini und INSEE |      |      |      |      |      |      |      |      |

## Sehenswürdigkeiten
- Kartäuserkloster von Saint-Hugon, im 12. Jahrhundert gegründet, heute buddhistisches Zentrum Karma Ling

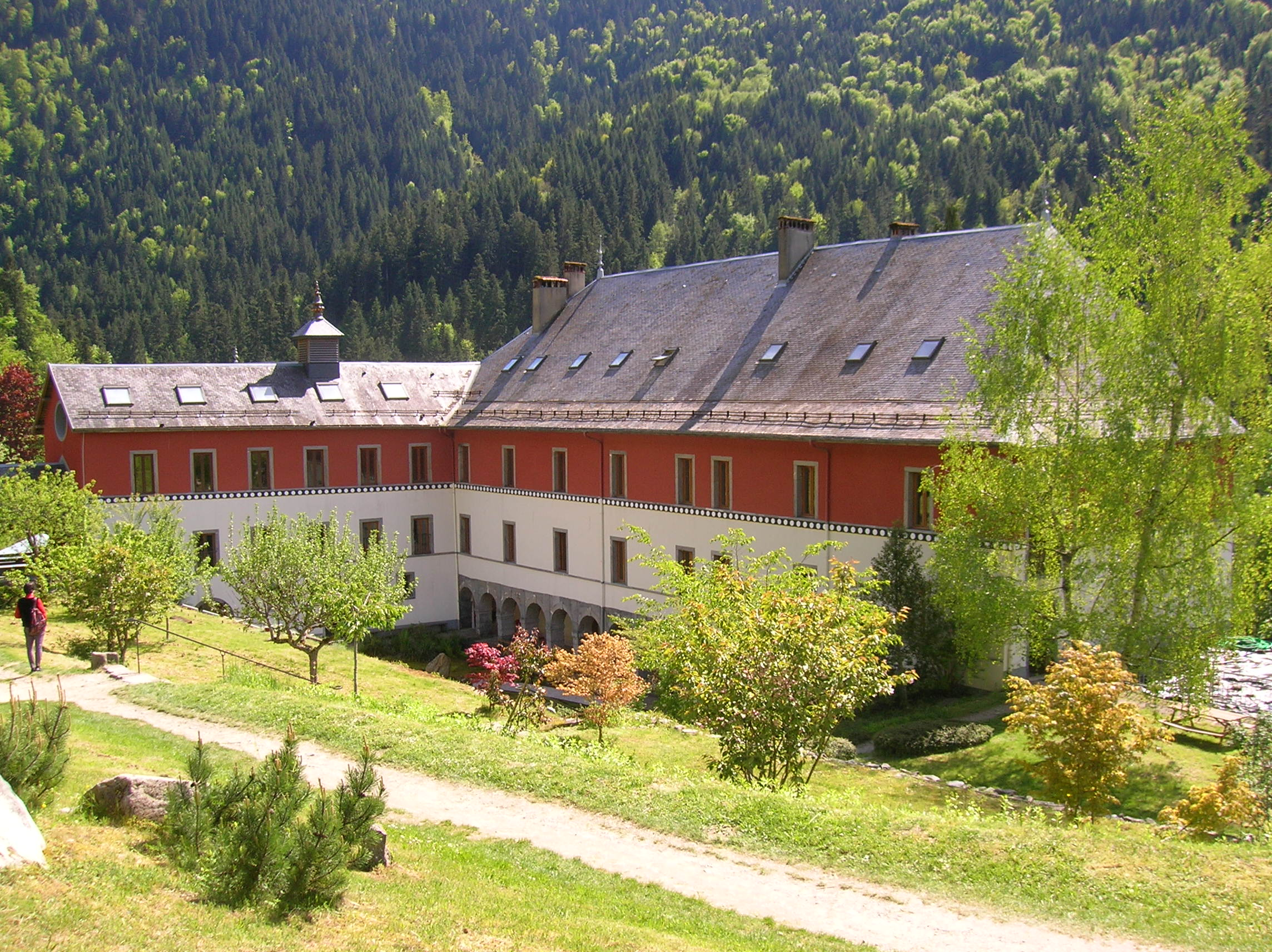
Kartause von Saint-Hugon

- Reste der Burg Arvillars